# Cantonul Villars-sur-Var
Cantonul Villars-sur-Var este un canton din arondismentul Nice, departamentul Alpes-Maritimes, regiunea Provence-Alpes-Côte d'Azur, Franța.

## Comune
- Bairols
- Lieuche
- Malaussène
- Massoins
- Pierlas
- Thiéry
- Touët-sur-Var
- La Tour
- Tournefort
- Villars-sur-Var (reședință)